# IC 4255
IC 4255 — галактика типу E (еліптична галактика) у сузір'ї Гідра.
Цей об'єкт міститься в оригінальній редакції індексного каталогу.